# Muzeul Național de Istorie a Moldovei
Muzeul Național de Istorie a Moldovei se află în Chișinău, Republica Moldova. La intrare în muzeu este situată Lupoaica cu Romulus și Remus.

## Istoric
Muzeul este situat în clădirea istorică a Gimnaziului nr. 1 de băieți înființat în perioada țaristă, ulterior, aici s-a aflat Liceul de băieți „B.P. Hasdeu”, între anii 1945-1963 aici a fost plasat detașamentul de grăniceri „Nistru”, iar în 1963-1977, Universitatea Tehnică.
Cutremurul din 1977 a provocat daune semnificative edificiului. Din 1980 până în 1987 a fost reconstruit.
A fost creat la 1 decembrie 1983 (ca Muzeul de Stat de Istorie al RSSM), prin ordinul Ministerului Culturii Nr. 561 „Cu privire la reprofilarea muzeelor” (în baza hotărârii comune a CC al PCM și Consiliului de Miniștri al RSSM din 29 noiembrie 1983 „Cu privire la utilizarea monumentului istoric – clădirea fostului gimnaziu de băieți din Chișinău, unde a învățat S. Lazo”).
La 22 octombrie 1991, prin ordinul Ministerului Culturii Nr. 231 „Cu privire la perfecționarea activității muzeelor republicane”, Muzeul de Stat de Istorie al RSSM își schimbă titulatura în Muzeul Național de Istorie a Moldovei.
La creșterea patrimoniului au contribuit deopotrivă, în anii 1989-1995 și 2006-2007, transferurile masive de patrimoniu dintr-un șir de muzee desființate, precum Muzeul Republican al Prieteniei Popoarelor, Muzeul de Istorie a PCM, Muzeul Republican al Istoriei Comsomolului, Muzeul Republican „G. Kotovski” și „S. Lazo”, Muzeul Republican de Istorie a Religiei, Muzeul Memorial al Voluntarilor Bulgari și Muzeul de Arheologie al AȘM.
La 15 martie 2013, în baza Hotărârii Guvernului Republicii Moldova Nr. 184 din 13 martie 2013, Muzeul Național de Arheologie și Istorie a Moldovei își schimbă titulatura în „Muzeul Național de Istorie a Moldovei”.
Pe teritoriul Republicii Moldova funcționează cinci filiale ale muzeului: Expoziție de tehnică militară, Casa-muzeu „Șciusev” (Chișinău), Casa memorială „Constantin Stamati” (Ocnița), Conacul familiei Lazo (Piatra) și Casa-muzeu „Carol al XII-lea” (Varnița).
În prezent (2021) muzeul deține 348.619 piese de patrimoniu.

## Legături externe
- Pagina web a muzeului
- Muzeul Național de Arheologie și Istorie a Moldovei, Chișinău Arhivat în 24 iunie 2021, la Wayback Machine. la Istoria.md